# Szeligowo
Szeligowo (deutsch Seeligsfelde, 1937–1945: Eichenfelde) ist ein Dorf in der polnischen Woiwodschaft Westpommern und gehört zur Landgemeinde Połczyn-Zdrój (Bad Polzin) im Powiat Świdwiński.

## Geografische Lage
Szeligowo liegt am Nordrand der Pommerschen Schweiz in Hinterpommern, etwa zehn Kilometer südlich von Połczyn-Zdrój, und ist über Redło (Redel) an der Straße Świdwin – Połczyn-Zdrój zu erreichen. Nächstgelegene Bahnstation war bis zur Stilllegung der Strecke Cieszeniewo (Ziezeneff) an der Strecke Świdwin – Połczyn-Zdrój.

## Name
Bis zum 29. Dezember 1937 führte die Gemeinde den Namen Seeligsfelde. Sie war nach einem jüdischen Besitzer namens Seeligsohn benannt. Es blieb den nationalsozialistischen Ideologen vorbehalten, das Dorf in Eichenfelde umzubenennen. So hieß das Dorf bis 1945.

## Geschichte
Die Gründung des Ortes Seeligsfelde geht in die Jahre  1841 bis 1845 zurück, als Ländereien vom Rittergut Zuchen abgeteilt und besiedelt wurden. 1843 hatte die neugebildete Gemeinde bereits 381 Einwohner, und diese Zahl stieg bis 1861 auf 556 Personen. In der 431,6 Hektar großen Gemeinde wohnten 1939 insgesamt 284 Menschen, von denen der weitaus größte Teil in der Land- und Forstwirtschaft arbeitete. Hier nahm die Viehhaltung einen besonderen Stellenwert ein.
Als Handwerksbetriebe bestanden eine Schmiede, Tischlerei, Zimmerei, Dachdeckerei, ein Maurerbetrieb und eine Schneiderei. Zwischen 1918 und 1945 wirkten in Seeligsfelde bzw. Eichenfelde als Gemeindebürgermeister: Albert Piske, Max Dallmann, Ewald Steffen und Paul Bärwald.
Seeligsfelde gehörte vor 1945 zum Amtsbezirk Redel im Landkreis Belgard (Persante). Die Standesamtsbelange wurden von Reinfeld aus geregelt. Das zuständige Amtsgericht war das in Bad Polzin, und als Polizeibeamter war Oberlandjäger Bahr aus Brunow tätig.
Anfang März 1945 wurde Eichenfelde von russischen Truppen besetzt und anschließend polnischer Verwaltung unterstellt. Es begann die Zuwanderung von Polen und Ukrainern aus Gebieten östlich der Curzon-Linie. Die Vertreibung der deutschen Bevölkerung aufgrund der Bierut-Dekrete vollzog sich zwischen 1946 und 1947.
Heute ist Szeligowo ein Teil der Gmina Połczyn-Zdrój (Bad Polzin) im Powiat Świdwiński (Schivelbein). 

## Kirche
Seeligsfelde bzw. Eichenfelde gehörte bis 1945 zur Kirchengemeinde Zuchen (heute polnisch Sucha), die eine Filialgemeinde im Kirchspiel Ziezeneff war. Es gehörte zum Kirchenkreis Schivelbein in der Kirchenprovinz Pommern der evangelischen Kirche der Altpreußischen Union. Letzter deutscher Geistlicher war Pfarrer Paul Blank.
Heute gehört Szeligowo zum Kirchspiel Koszalin (Köslin) in der Diözese Pommern-Großpolen der polnischen Evangelisch-Augsburgischen Kirche.

## Schule
Eine Schule wird in Seeligsfelde bereits 1890 erwähnt.